# 科德龍G.3雙翼機
科德龍G.3是法国科德龍制造的单引擎双翼机，在第一次世界大战中广泛用作侦察机和教练机。

## 研发
科德龍G.3由加斯東·科德龍和勒內·科德龍兩兄弟基於科德龍G.2雙翼機改進出來的軍用飛機。它于1914年5月在勒克罗图瓦机场首飞。
该飞机的駕駛舱很短，机舱前端有一个往复式发动机，尾梁桁架是开放式的。它采用半平面布局，并使用机翼翘曲进行滾轉控制，不過在后期生产的飞机中，翘曲机翼被副翼所取代。G.3通常不配备武器，但有时会安装轻机枪和小型炸弹。
第一次世界大战爆发后，G.3很快進入量產。戰爭期間整個歐洲一共製造了2450架G.3，其中1423架由科德龍自己生產，另外英國和意大利的工廠分別製造了233架和166架。出於爱国主义的考量，科德龍兄弟没有收取專利費。
随后，科德龍以G.3為基礎研發出雙引擎的G.4。

## 运营历史
G.3在战争爆发时装备了法国陸航的C.11小隊。該機性能稳定且能见度良好，非常适合侦察用途。但随着战争的进展，其性能低下和武器装备匮乏使其无法在前线服役，并于1916年中期退出前线作战。
然而，直到1917年，意大利空軍还使用G.3进行大规模侦察，英國皇家飛行隊更是为其中一些G.3配备了轻型炸弹和机枪用于对地攻击，直到1917年10月為止。 澳大利亞陸軍飛行兵在1915-1916年的美索不达米亚战役中使用了G.3。
直到战争结束后很久，中国奉系军阀的科德龍G.3一直作为教练机服役，直到1931年九一八事變 為止。日軍在事變中奪取了不少G.3。
1921 年，为科德龍工作的法国试飞员阿德里安娜·博朗（Adrienne Bolland）驾驶G.3在阿根廷和智利之间飞行，实现了女性首次穿越安第斯山脈。

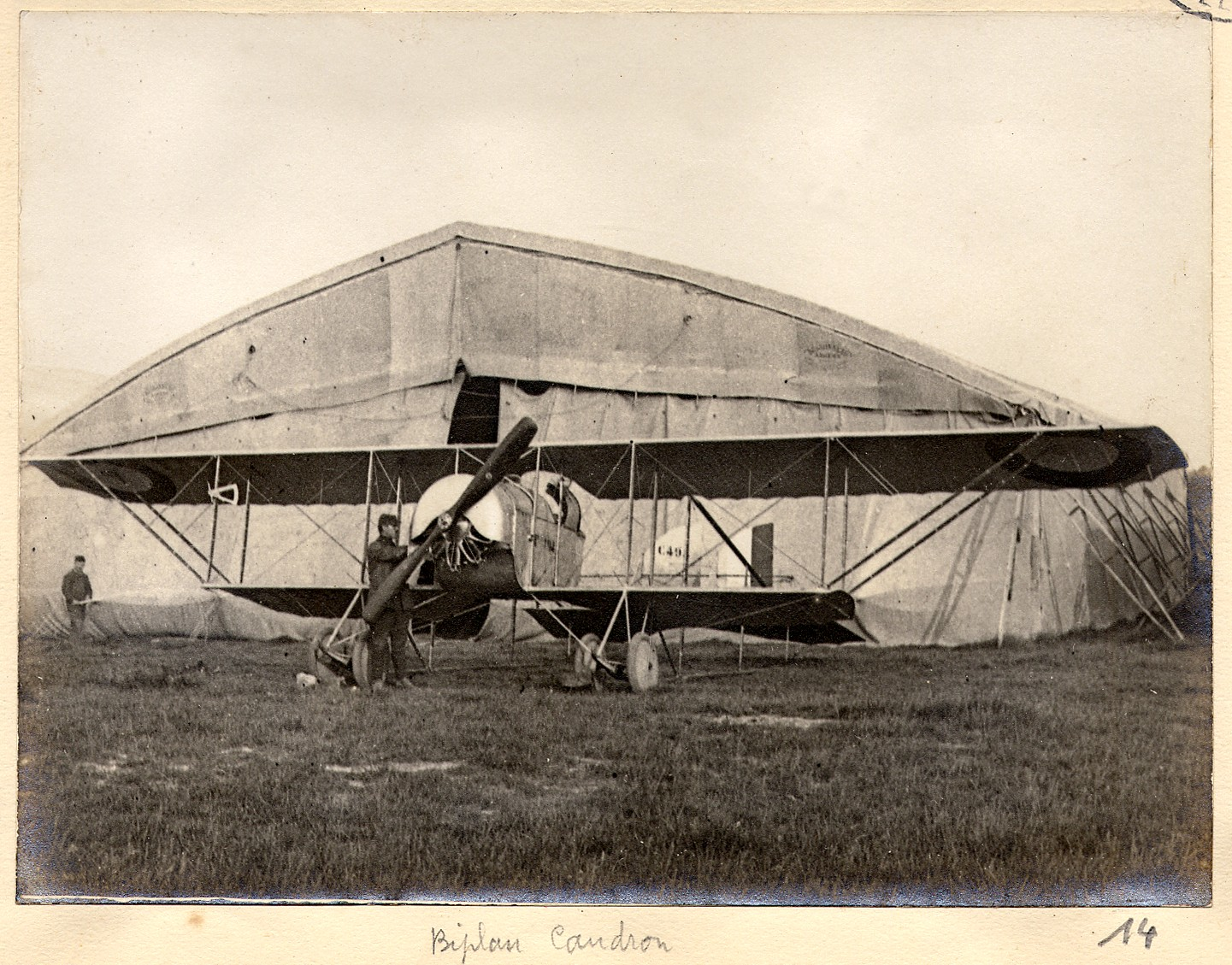
法軍准尉鮑爾在亞眠附近維修一架科德龍G.3。
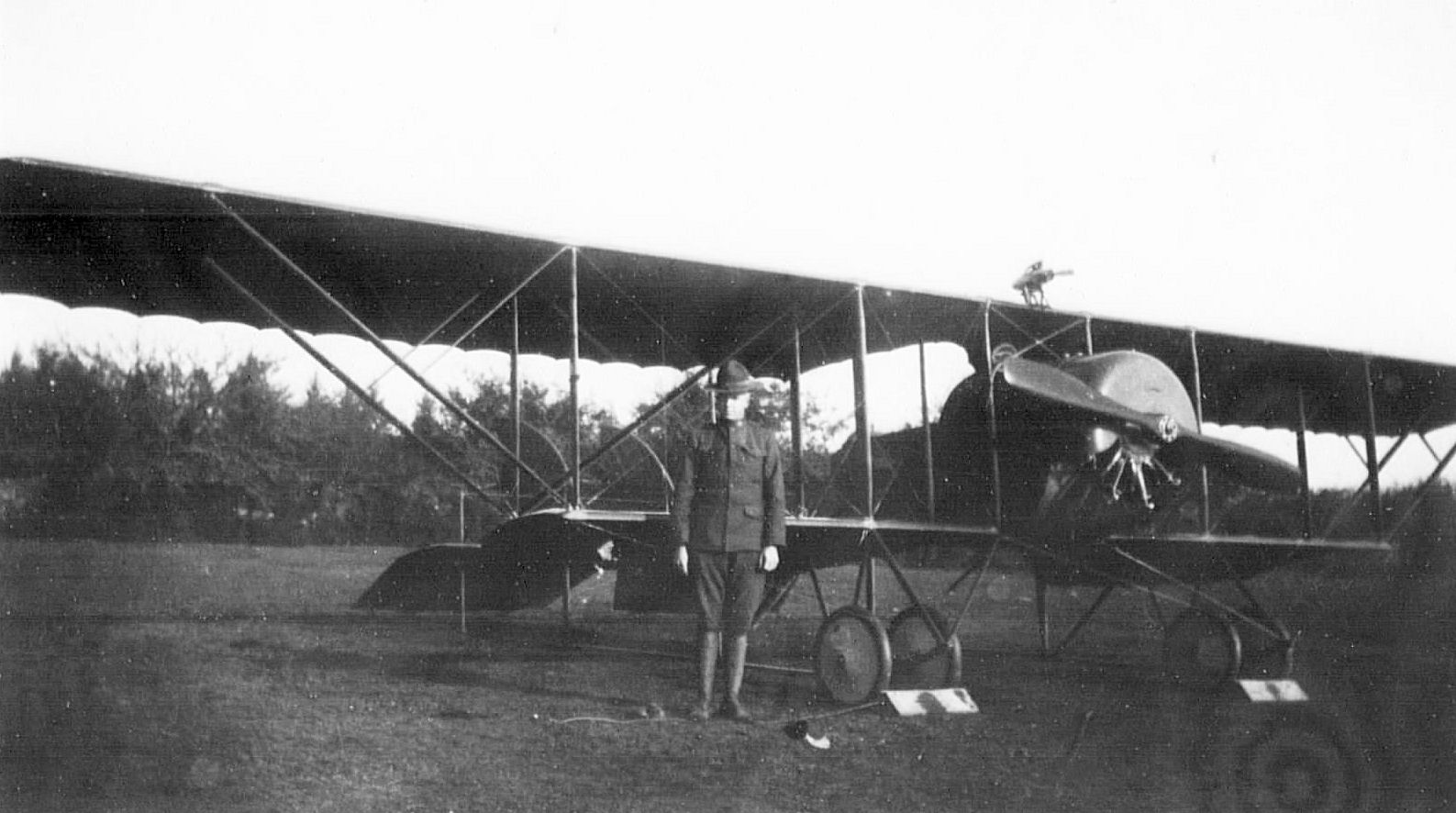
科德龍G.3由美国第800航空中队作为教练机使用。
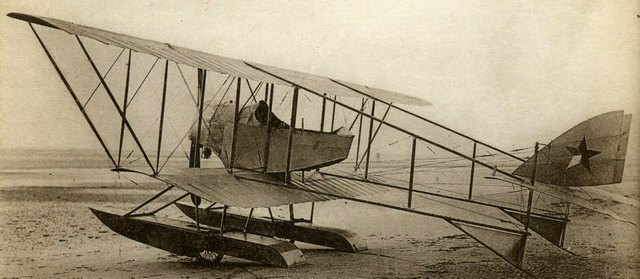
在中国服役的科德龍G.3水上飞机教练机。

## 改型
- A2：被各國空军用于西线、俄罗斯和中东的炮兵侦察。絕大部份G.3都是這個型號。
- D2：双座教练机，配备双控制装置。
- E2：單座教练机。
- R1（轮式或滚轮式）：被法国陸航和美国陸航用于滑行训练，机翼被砍掉一大截，因此無法起飛。
- L2：装备更强大的安薩尼10汽缸（英语：Anzani 10-cylinder）星型引擎。

在德国， 哥達車輛製造廠制造了一些G.3的复制品，並命名為「LD.3」和「LD.4」。這裏的「LD」是德語「Land Doppeldecker」的縮寫，意為“陆基双翼飞机”。

## 现存
保存至今的科德龍G.3数量很少，大多数都陈列在博物馆中：
- 一架在巴黎勒布爾歇機場航空与空间博物馆展出，编号为324。
- 一架在布鲁塞尔皇家軍隊與軍事史博物館展出，编号为2531。
- 一架在芬兰哈利波提航空博物馆（芬蘭語：Hallinportin ilmailumuseo）展出，編號为1E18，
- 一架英國倫敦皇家空軍博物館（亨敦機場（英语：Hendon Aerodrome）分館）展出，編號為3066。
- 一架在委內瑞拉馬拉凱航空博物館（西班牙语：Museo Aeronáutico de Maracay）展出。
- 一架原產於1916年的G.3，現在在巴西里约热内卢航空航天博物館（葡萄牙語：Museu Aeroespacial）展出。
- 另一架同樣原產於1916年，現編號為C.2865的G.3，屬於法國工匠安托萬·羅（Antoine Ros）的私人收藏[3]。

## 复制品
美國莱茵贝克的舊萊因貝克機場活態博物館有一架G.3複製品。和博物館其他裝有轉子發動機的複製飛機一樣，這架G.3也有精確複製的發動機。
2017年，位於捷克姆拉達-博萊斯拉夫的梅托傑伊·弗拉赫航空博物館展出了一架適合飛行的G.3複製品。然而，雖然這架複製品以在巴黎展出的原版G.3為模板，並且尺寸和外觀的力求還原，但複製品是作為超輕型飛行器設計並製造的。

## 用戶
阿根廷
阿根廷空军
 
澳大利亞航空兵
- 美索不達米亞半小隊（英语：Mesopotamian Half Flight）。
- 位于维多利亚州库克角的澳大利亞航空兵中央飞行学校（英语：Central Flying School RAAF）。

 比利时
比利时空军
 巴西
巴西空军
 中國
中華民國空軍（北洋政府）：1913年从法国购买12架。
 哥伦比亚
哥倫比亞空軍
 丹麦
丹麦皇家空军
 薩爾瓦多
薩爾瓦多空軍： 購買三架。
 芬兰
芬兰空军
- 1920年從法國購買12架；
- 桑塔哈米納航空船塢（今帕特里亞集團）在1921到1923年自行製造六架；
- 1923年從瑞典飛行有限責任公司購入一架，暱稱「图坦卡蒙」，1924年除役。

 法國
法國陸軍航空兵：分屬38個航空小隊。
 希腊
希腊空军
 
危地马拉空军
 漢志王國
- 汉志空军（阿拉伯语：القوات_الجوية_الحجازية）：意大利制造

 
洪都拉斯空军
 義大利王國
意大利陸軍航空兵
 日本
陸軍飛行戰隊
 秘魯

- 秘鲁空军：只有一架。

 葡萄牙
葡萄牙空军
 波蘭
波兰空军
 罗马尼亚王国
羅馬尼亞陸軍航空兵
 俄罗斯
俄羅斯帝國空軍
 塞尔维亚王国
塞尔维亚空军和防空部队
 西班牙
西班牙空军：1919年购买了18架，用于在赫塔菲、塞维利亚和洛斯阿尔卡萨雷斯进行训练。1924年被阿弗羅504K取代。
 苏联
蘇聯空軍：繼承自沙俄空軍。
 土耳其
土耳其空军：一戰後繼承
 英国
皇家飞行队
- - 第一中队
  - 第四中队
  - 第五中队
  - 第19中队
  - 第23中队
  - 第25中队
  - 第29中队
- 皇家海军航空兵（英语：Royal Naval Air Service）：140架，主要作为教练机[11]

 美国
美国远征军
美国陆军航空兵
 委內瑞拉
委內瑞拉空軍

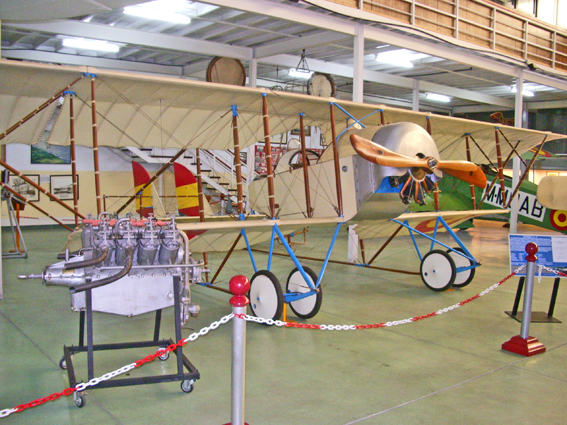
马德里航空航天博物館（西班牙语：Museo de Aeronáutica y Astronáutica）展出的科德龍G.3复制品。
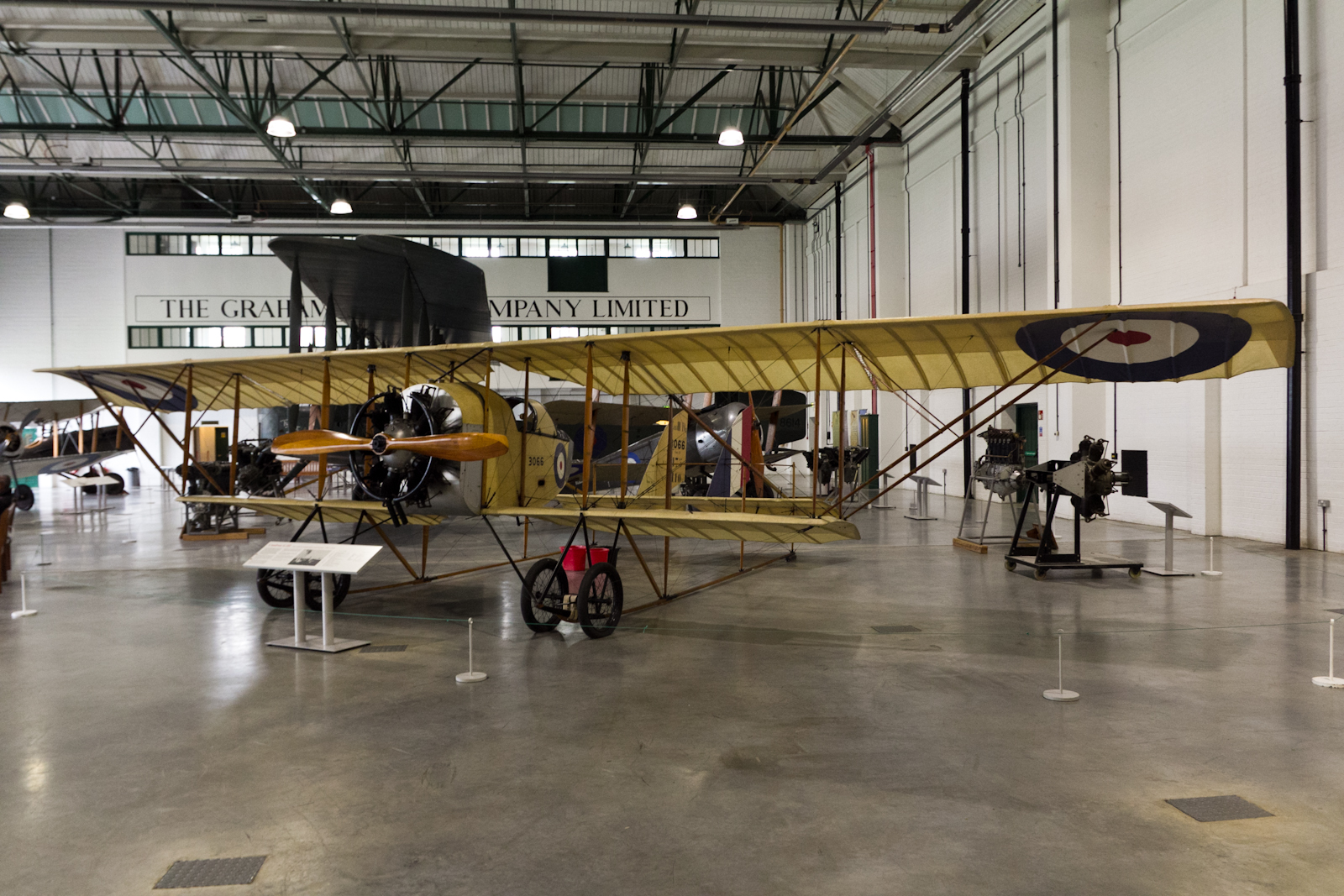
倫敦皇家空軍博物館（亨敦機場（英语：Hendon Aerodrome）分館）展出的科德龍G.3。
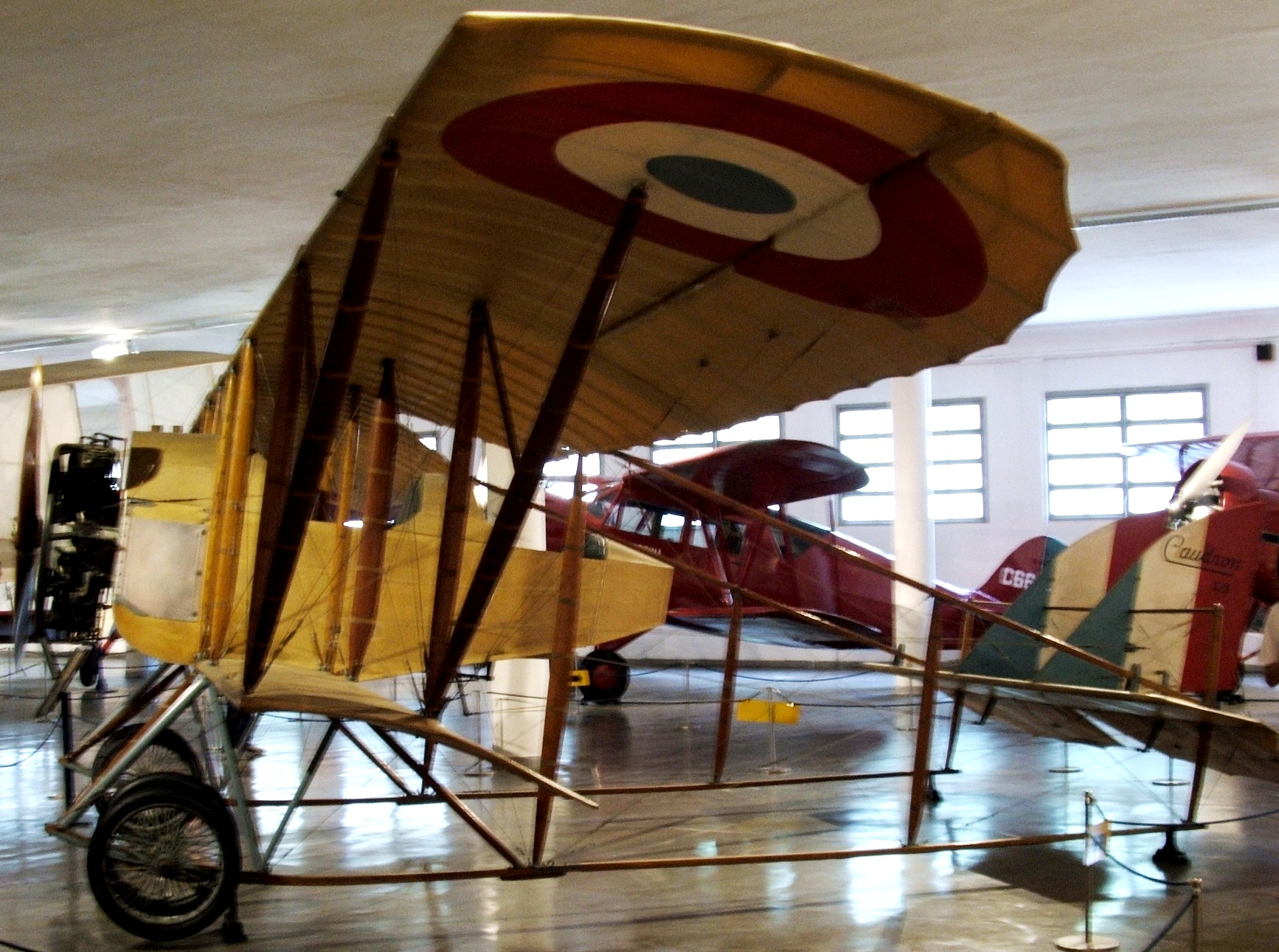
里约热内卢航空航天博物館（葡萄牙語：Museu Aeroespacial）的科德龍G.3。
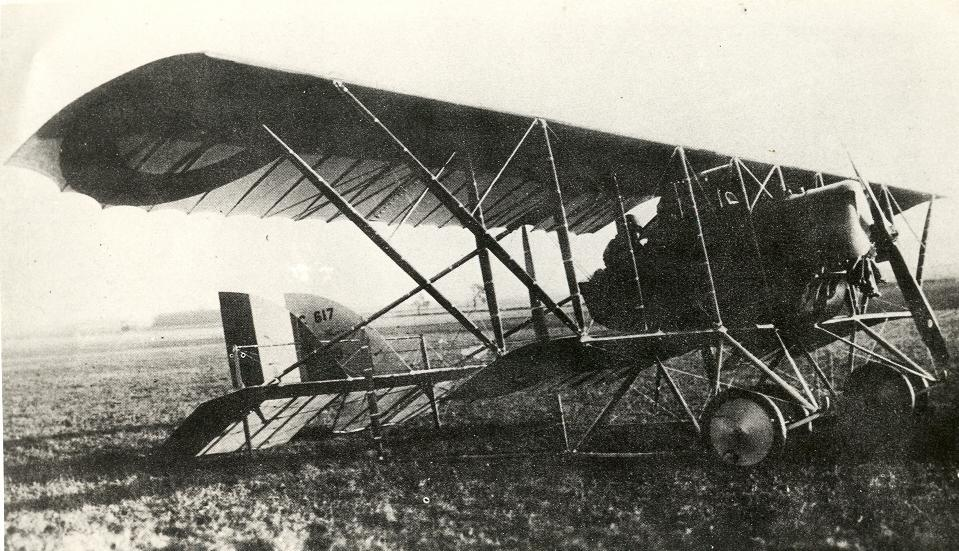
科德龍G.3E2，哥伦比亚空军首批飞机之一。

## 规格（G.3）
基本信息
- 空重：191（420磅）
- 最大起飛重量：710（1,565磅）
- 螺旋桨：2桨叶

性能
- 最大速度：196每小時；122英里每小時（106節）
- 最大滑翔比：1

- 定员： 1人
- 长度： 6.4米
- 翼展： 13.4米
- 高度： 2.5米
- 机翼面积： 27平方米
- 空重： 420千克
- 最大起飞重量： 710千克

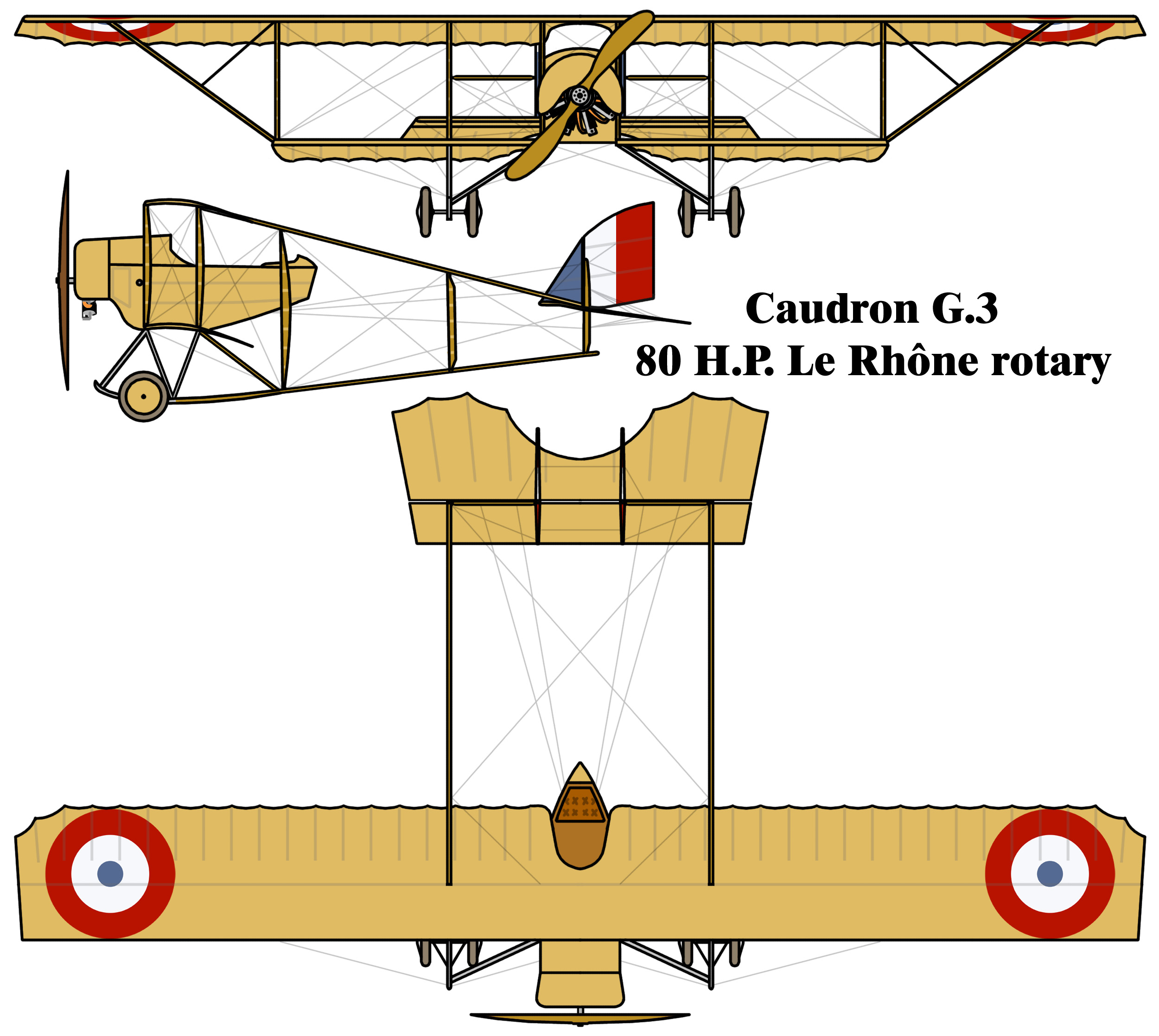
科德龍G.3 绘图

- 动力： 1 × 羅訥9C（英语：Le Rhône 9C）九汽缸風冷轉子活塞發動機（推力60千瓦）
- 螺旋桨： 雙葉固定傾角螺旋槳

性能
- 最高飞行速度： 106千米/時（57節）
- 续航时间： 4小時
- 最大升限： 4300米[2]

武装
- 枪: 一挺轻机枪
- 炸弹: 手动释放炸弹

### 相關機型
- 科德龍G.4雙翼機（法语：Caudron G.4）
- 科德龍R.4雙翼機（法语：Caudron R.4）
- 科德龍R.11雙翼機（法语：Caudron R.11）

## 进一步阅读
- Keskinen, Kalevi; Partonen, Kyösti; Stenman, Kari. . Helsinki: Kustannusliike Kari Stenman. 2005. ISBN 9529943229 （英语）.
- Hirschauer, Louis; Dollfus, Charles (编). . Paris: Dunod. 1920: 17  [2023-08-10]. （原始内容存档于2023-08-11）.
- Hirschauer, Louis; Dollfus, Charles (编). . Paris: Dunod. 1921: 23  [2023-08-10]. （原始内容存档于2023-08-11）.